# Джером, Джаррел
Джарре́л Джеро́м (англ. Jharrel Jerome; род. 9 октября 1997) — американский актёр. Обладатель премии «Выбор телевизионных критиков» и самый юный лауреат премии «Эмми» за лучшую мужскую роль в мини-сериале или фильме за участие в шоу «Когда они нас увидят».

## Ранние годы
Джером родился и вырос в Бронксе, Нью-Йорк. Он имеет доминиканские корни. Он заинтересовался актёрством лишь перед поступлением в старшую школу, и в восьмом классе, для того, чтобы набраться опыта для прослушиваний, присоединился к подростковой театральной группе «Riverdale Children’s Theatre». Джером окончил старшую школу Фьорелло Г. Ла Гуардии на Манхэттене.

## Карьера
Вскоре после того, как Джером поступил в колледж Итаки, он получил роль Кевина в фильме Барри Дженкинса «Лунный свет». Вышедший на экраны в 2016 году, фильм был удостоен ряда наград, в том числе премии «Оскар» за лучший фильм. Джером получил положительные отзывы от критиков за исполнение своей роли, и совместно с актёрским составом выиграл премии «Готэм» и «Независимый дух», а также получил номинацию на премию Гильдии киноактёров США.
Начиная с 2017 года, Джером исполняет роль Джерома Робинсона в криминальном телесериале «Мистер Мерседес». В 2018 году он появился в спортивной драме «Первый поединок».
В 2019 году Джером исполнил роль Кори Уайза в биографическом сериале «Когда они нас увидят». Изначально он прослушивался на роль Уайза в юности, однако после того, как режиссёр Ава Дювенрей попросила его прочесть реплики взрослого Уайза, он был взят на обе роли. За исполнение своей роли Джером получил высокие оценки критиков и выиграл премию «Эмми» в категории «Лучший актёр в мини-сериале или фильме», тем самым став первым афро-латиноамериканцем, выигравшим награду, а также был номинирован на премии «Спутник» и Гильдии киноактёров США.

## Фильмография

### Кино
| Год  | Русское название                     | Оригинальное название               | Роль                       | Примечания                            |
| ---- | ------------------------------------ | ----------------------------------- | -------------------------- | ------------------------------------- |
| 2016 | Её раскраска                         | Her Coloring Book                   | художник                   | Короткометражный фильм                |
| 2016 | Колёса                               | Wheels                              | рассказчик (голос)         | Короткометражный фильм                |
| 2016 | Лунный свет                          | Moonlight                           | Кевин в юности             |                                       |
| 2018 | Всем встать                          | All Rise                            | Освальдо                   |                                       |
| 2018 | Первый поединок                      | First Match                         | Омари                      | Указан в титрах как Джаррел А. Джером |
| 2019 | Робу                                 | Robu                                | Роб                        | Короткометражный фильм                |
| 2019 | Села и Пики                          | Selah and The Spades                | Мэкси Айоаде               |                                       |
| 2020 |                                      | Venture                             |                            | Короткометражный фильм                |
| 2020 | Ghetto Cowboy                        |                                     |                            |                                       |
| 2023 | Человек-паук: Паутина вселенных      | Spider-Man: Across the Spider-Verse | Майлз Моралес / Бродяга 42 | Озвучание                             |
| 2027 | Человек-паук: За пределами вселенных | Spider-Man: Beyond the Spider-Verse | Майлз Моралес / Бродяга 42 | Озвучание                             |

### Телевидение
| Год          | Русское название     | Оригинальное название                          | Роль            | Примечания                   |
| ------------ | -------------------- | ---------------------------------------------- | --------------- | ---------------------------- |
| 2017         | Сказки               | Tales                                          | Дикон           | Эпизод: «Children’s Story»   |
| 2017 — н. в. | Мистер Мерседес      | Mr. Mercedes                                   | Джером Робинсон | Регулярная роль, 18 эпизодов |
| 2019         | Когда они нас увидят | When They See Us                               | Кори Уайз       | Мини-сериал, 3 эпизода       |
| 2019         |                      | Live in Front of a Studio Audience: Good Times |                 |                              |
| 2023         | Замкнутый круг       | Full Circle                                    | Акед            | Мини-сериал                  |

## Награды и номинации
| Год  | Ассоциация                        | Категория                                         | Работа               | Результат |
| ---- | --------------------------------- | ------------------------------------------------- | -------------------- | --------- |
| 2016 | Премия «Готэм»                    | Лучший актёрский ансамбль                         | Лунный свет          | Победа    |
| 2016 | Ассоциация кинокритиков Остина    | Специальная почётная награда актёрскому составу   | Лунный свет          | Победа    |
| 2016 | Премия Гильдии киноактёров США    | Лучший актёрский состав в игровом кино            | Лунный свет          | Номинация |
| 2016 | Премия «Awards Circuit Community» | Лучший актёрский состав                           | Лунный свет          | Победа    |
| 2016 | Премия «Gold Derby»               | Лучший актёрский состав                           | Лунный свет          | Победа    |
| 2016 | Премия «Независимый дух»          | Награда имени Роберта Олтмена                     | Лунный свет          | Победа    |
| 2017 | MTV Movie + TV Awards             | Лучший поцелуй (совместно с Эштоном Сандерсом)    | Лунный свет          | Победа    |
| 2019 | Премия «Black Reel»               | Лучшая мужская роль в мини-сериале или фильме     | Когда они нас увидят | Победа    |
| 2019 | Прайм-тайм премия «Эмми»          | Лучший актёр в мини-сериале или фильме            | Когда они нас увидят | Победа    |
| 2020 | Премия Гильдии киноактёров США    | Лучшая мужская роль в телефильме или мини-сериале | Когда они нас увидят | Номинация |
| 2020 | Выбор телевизионных критиков      | Лучшая мужская роль в фильме или мини-сериале     | Когда они нас увидят | Победа    |
| 2020 | Премия «Спутник»                  | Лучший актёр в мини-сериале или телефильме        | Когда они нас увидят | Номинация |